# ATP Finals 2022
ATP Finals 2022 (còn được biết đến với Nitto ATP Finals 2022 vì lý do tài trợ) là một giải quần vợt nam thi đấu trên mặt sân cứng trong nhà tại Pala Alpitour ở Turin, Ý, từ ngày 13 đến ngày 20 tháng 11 năm 2022. Đây là giải đấu kết thúc mùa giải dành cho các tay vợt đơn và đội đôi có thứ hạng cao nhất trong ATP Tour 2022.
Đây là lần thứ 53 giải đấu được tổ chức (48 ở nội dung đôi), và là lần thứ hai Turin đăng cai giải đấu cuối năm ATP Tour.

## Điểm và tiền thưởng
Dưới đây là điểm và tiền thưởng, mỗi trận thắng của ATP Finals (2022):
| Vòng                     | Đơn                                                   | Đôi                                                 | Điểm     |
| ------------------------ | ----------------------------------------------------- | --------------------------------------------------- | -------- |
| Thắng chung kết          | RR + $2,200,400                                       | RR + $350,400                                       | RR + 900 |
| Thắng bán kết            | RR + $1,070,000                                       | RR + $130,000                                       | RR + 400 |
| Mỗi trận thắng vòng bảng | RR + $383,300                                         | RR + $93,300                                        | 200      |
| Tham dự                  | 3 trận = $320,000 2 trận = $240,000 1 trận = $160,000 | 3 trận = $130,000 2 trận = $97,500 1 trận = $52,000 | —        |
| Thay thế                 | $150,000                                              | $50,000                                             | —        |

1. ↑  Tiền thưởng của nội dung đôi là mỗi đội.
2. 1 2  RR là số điểm hoặc số tiền thưởng giành được ở vòng bảng.

- Một nhà vô địch bất bại sẽ giành được tối đa 1,500 điểm, và $4,740,300 ở đơn hoặc $930,300 ở đôi.

## Thể thức
Vòng bảng ATP Finals thi đấu vòng tròn tính điểm, với 8 tay vợt/đội được chia thành 2 bảng, mỗi bảng 4 tay vợt/đội thi đấu với 3 tay vợt/đội khác trong bảng. 8 hạt giống được sắp xếp theo Bảng xếp hạng ATP và Bảng xếp hạng Đội đôi ATP vào Thứ Hai sau giải đấu ATP Tour cuối cùng trong năm. Tất cả các trận đấu đơn, bao gồm cả trận chung kết, diễn ra theo thể thức đánh ba thắng hai với loạt tie-breaks (7 điểm) được áp dụng ở mọi set bao gồm cả set ba. Tất cả các trận đấu đôi thi đấu 2 set (không điểm ad) và một loạt Tie-break (10 điểm).
Khi quyết định vị trí trong một bảng, các tiêu chí sau được áp dụng, theo thứ tự:
1. Số trận thắng nhiều nhất.
2. Số trận đã thi đấu (ví dụ, thành tích 2–1 hơn thành tích 2–0).
3. Kết quả đối đầu giữa các tay vợt/đội đồng hạng.
4. Tỉ lệ % set thắng cao nhất.
5. Tỉ lệ % game thắng cao nhất.
6. Xếp hạng ATP sau giải đấu ATP Tour cuối cùng trong năm.

Tiêu chí 4–6 chỉ được áp dụng trong trường hợp 3 tay vợt đồng hạng; nếu một trong những tiêu chí này quyết định được tay vợt thắng và tay vợt thua, 2 tay vợt còn lại được xếp hạng theo kết quả đối đầu.
2 vị trí đầu mỗi bảng vào vòng bán kết, với tay vợt/đội đứng nhất mỗi bảng thi đấu với tay vợt/đội đứng nhì ở bảng khác. Tay vợt/đội thắng ở vòng bán kết sau đó vào trận chung kết.

## Vòng loại

### Đơn
8 tay vợt tham dự giải đấu, với 2 tay vợt thay thế. Các tay vợt có suất tham dự theo thứ tự ưu tiên sau:
1. Đầu tiên, 7 tay vợt hàng đầu trong ATP Race to Turin vào Thứ Hai sau giải đấu cuối cùng của ATP Tour. Năm 2022, giải đấu cuối cùng là Paris Masters.
2. Thứ 2, có hai nhà vô địch giải Grand Slam năm 2022 xếp hạng từ 8–20, theo thứ tự xếp hạng
3. Thứ 3, tay vợt xếp thứ 8 trên bảng xếp hạng ATP

Trong trường hợp có tổng số hơn 8 tay vợt, tay vợt thấp hơn trong thứ tự lựa chọn là tay vợt thay thế. Nếu cần thay thế thêm, các tay vợt sẽ được lựa chọn bởi ATP.
Bảng xếp hạng tạm thời được công bố hàng tuần với tên ATP Race to Turin, trùng với bảng xếp hạng ATP kéo dài 52 tuần vào ngày lựa chọn. Điểm từ các giải Grand Slam, ATP Tour, ATP Cup, ATP Challenger Tour và ITF Tour. Các tay vợt có tổng số điểm từ 19 giải đấu, thường bao gồm:
- 4 giải Grand Slam
- 8 giải ATP Masters 1000
- Kết quả tốt nhất từ bất kì 7 giải đấu khác có tính điểm xếp hạng (ATP Cup, Monte-Carlo Masters, ATP 500, ATP 250, Challenger, ITF)

### Đôi
8 đội tham dự giải đấu, với một đội thay thế. 8 đội tham dự có suất theo thứ tự ưu tiên như nội dung đơn. Đội thay thế được tham dự cho bất kì đội không được chấp nhận theo thứ tự lựa chọn, sau đó đội không được chấp nhận có xếp hạng cao nhất, và sau đó đội được chọn bởi ATP. Điểm được tính trong các giải đấu tương tư như nội dung đơn. Tuy nhiên, đối với các đội Đôi không có giải đấu cam kết, vì vậy các đội dựa trên kết quả của bất kì 19 giải đấu có điểm cao nhất trong ATP Tour.

## Các tay vợt giành quyền tham dự

### Đơn
| #           | Tay vợt               | Điểm  | Ngày vượt qua vòng loại |
| ----------- | --------------------- | ----- | ----------------------- |
| chấn thương | Carlos Alcaraz        | 6,820 | 8 tháng 9               |
| 1           | Rafael Nadal          | 5,820 | 2 tháng 9               |
| 2           | Stefanos Tsitsipas    | 5,350 | 30 tháng 9              |
| 3           | Casper Ruud           | 5,020 | 29 tháng 9              |
| 4           | Daniil Medvedev       | 4,065 | 29 tháng 10             |
| 5           | Félix Auger-Aliassime | 3,995 | 2 tháng 11              |
| 6           | Andrey Rublev         | 3,530 | 2 tháng 11              |
| 7           | Novak Djokovic        | 3,320 | 9 tháng 10              |
| 8           | Taylor Fritz          | 2,955 | 5 tháng 11              |

### Đôi
| # | Tay vợt                            | Điểm  | Ngày vượt qua vòng loại |
| - | ---------------------------------- | ----- | ----------------------- |
| 1 | Wesley Koolhof Neal Skupski        | 7,450 | 1 tháng 9               |
| 2 | Rajeev Ram Joe Salisbury           | 5,890 | 9 tháng 9               |
| 3 | Marcelo Arévalo Jean-Julien Rojer  | 5,255 | 30 tháng 9              |
| 4 | Nikola Mektić Mate Pavić           | 4,165 | 17 tháng 10             |
| 5 | Ivan Dodig Austin Krajicek         | 3,700 | 5 tháng 11              |
| 6 | Lloyd Glasspool Harri Heliövaara   | 3,600 | 4 tháng 11              |
| 7 | Marcel Granollers Horacio Zeballos | 3,560 | 3 tháng 11              |
| 8 | Thanasi Kokkinakis Nick Kyrgios    | 3,150 | 31 tháng 10             |

## Bảng

### Đơn
Nội dung đơn của giải đấu năm 2022 có ba tay vợt số 1, ba nhà vô địch và hai nhà á quân Grand Slam. 8 tay vợt được chia thành 2 bảng.
| Bảng Xanh                 |
| ------------------------- |
| Rafael Nadal [1]          |
| Casper Ruud [3]           |
| Félix Auger-Aliassime [5] |
| Taylor Fritz [8]          |

| Bảng Đỏ                |
| ---------------------- |
| Stefanos Tsitsipas [2] |
| Daniil Medvedev [4]    |
| Andrey Rublev [6]      |
| Novak Djokovic [7]     |

### Đôi
Nội dung đôi của giải đấu năm 2022 có sáu tay vợt số 1, sáu đội vô địch và một đội á quân Grand Slam. 8 đội được chia thành 2 bảng.
| Bảng Xanh                             |
| ------------------------------------- |
| Wesley Koolhof / Neal Skupski [1]     |
| Nikola Mektić / Mate Pavić [4]        |
| Ivan Dodig / Austin Krajicek [5]      |
| Thanasi Kokkinakis / Nick Kyrgios [8] |

| Bảng Đỏ                                  |
| ---------------------------------------- |
| Rajeev Ram / Joe Salisbury [2]           |
| Marcelo Arévalo / Jean-Julien Rojer [3]  |
| Lloyd Glasspool / Harri Heliövaara [6]   |
| Marcel Granollers / Horacio Zeballos [7] |

## Điểm xếp hạng

### Đơn
| Hạt giống  | Tay vợt               | Grand Slam | Grand Slam | Grand Slam | Grand Slam | ATP Tour Masters 1000 | ATP Tour Masters 1000 | ATP Tour Masters 1000 | ATP Tour Masters 1000 | ATP Tour Masters 1000 | ATP Tour Masters 1000 | ATP Tour Masters 1000 | ATP Tour Masters 1000 | Kết quả tốt khác | Kết quả tốt khác | Kết quả tốt khác | Kết quả tốt khác | Kết quả tốt khác | Kết quả tốt khác | Kết quả tốt khác | Kết quả tốt khác | Tổng điểm | GĐ | Danh hiệu |
| Hạt giống  | Tay vợt               | AUS        | FRA        | WI         | USO        | IW                    | MI                    | MC                    | MA                    | IT                    | CA                    | CI                    | PA                    | 1                | 2                | 3                | 4                | 5                | 6                | 7                | 8                | Tổng điểm | GĐ | Danh hiệu |
| ---------- | --------------------- | ---------- | ---------- | ---------- | ---------- | --------------------- | --------------------- | --------------------- | --------------------- | --------------------- | --------------------- | --------------------- | --------------------- | ---------------- | ---------------- | ---------------- | ---------------- | ---------------- | ---------------- | ---------------- | ---------------- | --------- | -- | --------- |
| –          | Carlos Alcaraz        | R32 90     | QF 360     | R16 –      | W 2000     | SF 360                | W 1000                | R32 10                | W 1000                | A 0                   | R32 10                | QF 180                | QF 180                | W 500            | W 500            | F 300            | SF 180           | F 150            | R32 0            |                  |                  | 6,820     | 17 | 5         |
| 1          | Rafael Nadal          | W 2000     | W 2000     | SF –       | R16 180    | F 600                 | A 0                   | A 0                   | QF 180                | R16 90                | A 0                   | R32 10                | R32 10                | W 500            | W 250            |                  |                  |                  |                  |                  |                  | 5,820     | 11 | 4         |
| 2          | Stefanos Tsitsipas    | SF 720     | R16 180    | R32 –      | R128 10    | R32 45                | R16 90                | W 1000                | SF 360                | F 600                 | R32 10                | F 600                 | SF 360                | F 300            | F 300            | W 250            | SF 180           | F 150            | QF 90            | RR 60            | R16 45           | 5,350     | 23 | 2         |
| 3          | Casper Ruud           | A 0        | F 1200     | R64 –      | F 1200     | R32 45                | F 600                 | R16 90                | R32 10                | SF 360                | SF 360                | R32 10                | R16 90                | W 250            | W 250            | W 250            | RR 125           | QF 90            | QF 45            | QF 45            | R32 0            | 5,020     | 22 | 3         |
| 4          | Daniil Medvedev       | F 1200     | R16 180    | A –        | R16 180    | R32 45                | QF 180                | A 0                   | A 0                   | A 0                   | R32 10                | SF 360                | R32 10                | W 500            | F 300            | SF 295           | W 250            | SF 180           | SF 180           | F 150            | QF 45            | 4,065     | 18 | 2         |
| 5          | Félix Auger-Aliassime | QF 360     | R16 180    | R128 –     | R64 45     | R64 10                | R64 10                | SF 90                 | QF 180                | QF 180                | QF 180                | QF 180                | SF 360                | W 500            | W 500            | W 390            | W 250            | W 250            | F 150            | QF 90            | QF 90            | 3,995     | 27 | 5         |
| 6          | Andrey Rublev         | R32 90     | QF 360     | A –        | QF 360     | SF 360                | R64 10                | R16 90                | QF 180                | R32 10                | R32 10                | R16 90                | R16 90                | W 500            | W 250            | W 250            | W 250            | SF 180           | SF 180           | SF 180           | SF 90            | 3,530     | 22 | 4         |
| 7          | Novak Djokovic        | A 0        | QF 360     | W –        | A 0        | A 0                   | A 0                   | R32 10                | SF 360                | W 1000                | A 0                   | A 0                   | F 600                 | W 500            | W 250            | F 150            | QF 90            |                  |                  |                  |                  | 3,320     | 10 | 4         |
| 8          | Taylor Fritz          | R16 180    | R64 45     | QF –       | R128 10    | W 1000                | R16 90                | QF 180                | A 0                   | A 0                   | R16 90                | QF 180                | R32 45                | W 500            | W 250            | RR 160           | R16 45           | R16 45           | R16 45           | QF 45            | QF 45            | 2,955     | 21 | 3         |
| Alternates |                       |            |            |            |            |                       |                       |                       |                       |                       |                       |                       |                       |                  |                  |                  |                  |                  |                  |                  |                  |           |    |           |
| 9          | Holger Rune           | R128 10    | QF 360     | R128 –     | R32 90     | R64 41                | SF 35                 | R32 70                | R16 20                | R16 20                | R32 45                | R64 10                | W 1000                | F 300            | W 250            | W 250            | F 150            | SF 90            | W 80             | R16 45           | QF 45            | 2,911     | 30 | 4         |
| 10         | Hubert Hurkacz        | R64 45     | R16 180    | R128 –     | R64 45     | R16 90                | SF 360                | QF 180                | QF 180                | R64 10                | F 600                 | R32 10                | R32 45                | W 500            | SF 180           | SF 120           | QF 90            | QF 90            | SF 90            | R16 45           | QF 45            | 2,905     | 22 | 1         |

Chú thích
1. ↑  Shanghai Masters bị hủy do ảnh hưởng của đại dịch COVID-19 tại Trung Quốc đại lục.[24]
2. ↑  Vào ngày 20 tháng 5 năm 2022, ATP thông báo sẽ không tính điểm xếp hạng Giải quần vợt Wimbledon 2022 do quyết định cấm các tay vợt Nga và Belarus.[25]
3. ↑  Monte Carlo is not a mandatory Masters, so a player can use his next best result instead. Ranking points are shown in italics in this case.
4. 1 2  Vào ngày 1 tháng 3 năm 2022, ATP thông báo các tay vợt đến từ Nga và Belarus không thi đấu dưới tên hoặc quốc kỳ Nga hoặc Belarus do cuộc tấn công của Nga vào Ukraina.[26]
5. ↑  Djokovic initially qualified for the ATP Finals as a Grand Slam champion ranked in the top 20 after the Paris Masters, but he subsequently earned a direct qualification spot by reaching the Paris Masters semifinal.[4]
6. ↑  Rune's ranking at the time did not qualify him for the main draw in Miami, Madrid or Rome, so he can substitute his next best results for those tournaments. Ranking points are shown in italics in this case.

### Đôi
| Seed       | Team                               | Points | Points | Points  | Points  | Points  | Points  | Points | Points  | Points | Points | Points | Points | Points | Points | Points | Points | Points | Points | Points | Points | Total points | Tourn | Titles |
| Seed       | Team                               | 1      | 2      | 3       | 4       | 5       | 6       | 7      | 8       | 9      | 10     | 11     | 12     | 13     | 14     | 15     | 16     | 17     | 18     | 19     | WI     | Total points | Tourn | Titles |
| ---------- | ---------------------------------- | ------ | ------ | ------- | ------- | ------- | ------- | ------ | ------- | ------ | ------ | ------ | ------ | ------ | ------ | ------ | ------ | ------ | ------ | ------ | ------ | ------------ | ----- | ------ |
| 1          | Wesley Koolhof Neal Skupski        | F 1200 | W 1000 | W 1000  | W 1000  | F 600   | QF 360  | QF 360 | F 300   | W 250  | W 250  | W 250  | W 250  | QF 180 | QF 180 | SF 180 | QF 90  | R16 0  | R32 0  | R16 0  | R16 –  | 7,450        | 24    | 7      |
| 2          | Rajeev Ram Joe Salisbury           | W 2000 | W 1000 | W 1000  | SF 720  | QF 360  | SF 360  | QF 180 | QF 180  | QF 90  | R16 0  | R32 0  | R16 0  | R16 0  | R16 0  | R16 0  | R16 0  |        |        |        | SF –   | 5,890        | 17    | 3      |
| 3          | Marcelo Arévalo Jean-Julien Rojer  | W 2000 | SF 720 | SF 360  | F 300   | W 250   | W 250   | W 250  | QF 180  | QF 180 | SF 180 | SF 180 | R16 90 | QF 90  | SF 90  | SF 90  | QF 45  | R64 0  | R16 0  | R32 0  | R64 –  | 5,255        | 24    | 4      |
| 4          | Nikola Mektić Mate Pavić           | W 1000 | W 500  | W 500   | QF 360  | F 300   | W 250   | W 250  | R16 180 | QF 180 | F 150  | R32 90 | R16 90 | R16 90 | R16 90 | QF 45  | QF 45  | QF 45  | R16 0  | R32 0  | F –    | 4,165        | 23    | 5      |
| 5          | Ivan Dodig Austin Krajicek         | F 1200 | F 600  | W 500   | F 300   | W 250   | W 250   | SF 180 | F 150   | R32 90 | QF 90  | SF 90  | R32 0  | R32 0  | R32 0  | R16 0  | R16 0  | R16 0  | R16 0  |        | R16 –  | 3,700        | 19    | 3      |
| 6          | Lloyd Glasspool Harri Heliövaara   | W 500  | QF 360 | QF 360  | SF 360  | F 300   | SF 205  | QF 180 | QF 180  | F 150  | F 150  | F 150  | F 150  | F 150  | R32 90 | R16 90 | SF 90  | SF 90  | QF 45  | R16 0  | R16 –  | 3,600        | 26    | 1      |
| 7          | Marcel Granollers Horacio Zeballos | SF 720 | SF 720 | W 500   | QF 180  | QF 180  | QF 180  | QF 180 | QF 180  | SF 180 | SF 180 | SF 180 | R16 90 | QF 90  | R64 0  | R16 0  | R16 0  | R16 0  | R16 0  |        | A –    | 3,560        | 18    | 1      |
| 8          | Thanasi Kokkinakis Nick Kyrgios    | W 2000 | SF 360 | W 250   | R16 180 | SF 180  | R16 90  | R16 90 |         |        |        |        |        |        |        |        |        |        |        |        | A –    | 3,150        | 7     | 2      |
| Alternates |                                    |        |        |         |         |         |         |        |         |        |        |        |        |        |        |        |        |        |        |        |        |              |       |        |
| 9          | Matthew Ebden Max Purcell          | F 1200 | W 250  | R16 180 | F 150   | R16 90  | R16 90  | QF 90  | QF 45   | QF 45  | QF 45  | R64 0  | R32 0  | R32 0  | R16 0  | R16 0  |        |        |        |        | W –    | 2,185        | 16    | 2      |
| 10         | Tim Pütz Michael Venus             | F 600  | W 500  | QF 360  | F 300   | R16 180 | R16 180 | QF 180 | QF 180  | SF 180 | F 150  | F 150  | R16 90 | QF 90  | R32 0  | R16 0  | R16 0  | R16 0  |        |        | R64 –  | 3,140        | 18    | 1      |

Chú thích
1. ↑  The 2022 Wimbledon Championships was stripped of its ranking points due to the ban on Russian and Belarusian players.[25]
2. ↑  As one of this year's Grand Slam doubles champions, Kokkinakis/Kyrgios qualified for the ATP Finals because they were ranked in the top 20 after the Paris Masters and ranked higher than fellow Grand Slam champions Ebden/Purcell.[4]
3. ↑  As one of this year's Grand Slam doubles champions, Ebden/Purcell served as the first alternates at the ATP Finals because they were ranked in the top 20 after the Paris Masters but ranked behind fellow Grand Slam champions Kokkinakis/Kyrgios.[4]

## Thành tích đối đầu
Dưới đây là thành tích đối đầu của các tay vợt trước khi tham dự giải đấu.

### Đơn
|   |                       | Nadal | Tsitsipas | Ruud | Medvedev | Auger-Aliassime | Rublev | Djokovic | Fritz | Tổng số | T–B   |
| 1 | Rafael Nadal          |       | 7–2       | 1–0  | 5–1      | 2–0             | 2–1    | 29–30    | 2–1   | 48–35   | 38–6  |
| 2 | Stefanos Tsitsipas    | 2–7   |           | 1–1  | 3–7      | 5–3             | 6–4    | 2–9      | 3–0   | 22–31   | 60–22 |
| 3 | Casper Ruud           | 0–1   | 1–1       |      | 0–3      | 2–1             | 1–4    | 0–3      | 0–0   | 4–13    | 48–20 |
| 4 | Daniil Medvedev       | 1–5   | 7–3       | 3–0  |          | 4–0             | 4–1    | 4–7      | 1–0   | 24–16   | 45–16 |
| 5 | Félix Auger-Aliassime | 0–2   | 3–5       | 1–2  | 0–4      |                 | 1–3    | 1–1      | 0–1   | 6–18    | 56–25 |
| 6 | Andrey Rublev         | 1–2   | 4–6       | 4–1  | 1–4      | 3–1             |        | 1–1      | 2–4   | 16–19   | 49–18 |
| 7 | Novak Djokovic        | 30–29 | 9–2       | 3–0  | 7–4      | 1–1             | 1–1    |          | 5–0   | 56–37   | 37–7  |
| 8 | Taylor Fritz          | 1–2   | 0–3       | 0–0  | 0–1      | 1–0             | 4–2    | 0–5      |       | 6–13    | 43–19 |

### Đôi
|   |                                    | Koolhof Skupski | Ram Salisbury | Arévalo Rojer | Mektić Pavić | Dodig Krajicek | Glasspool Heliövaara | Granollers Zeballos | Kokkinakis Kyrgios | Tổng số | T–B   |
| 1 | Wesley Koolhof Neal Skupski        |                 | 1–2           | 4–0           | 0–1          | 1–0            | 2–1                  | 0–1                 | 0–0                | 8–5     | 54–17 |
| 2 | Rajeev Ram Joe Salisbury           | 2–1             |               | 0–0           | 2–4          | 0–2            | 0–1                  | 4–2                 | 1–0                | 9–10    | 32–14 |
| 3 | Marcelo Arévalo Jean-Julien Rojer  | 0–4             | 0–0           |               | 1–0          | 1–1            | 1–0                  | 0–0                 | 0–0                | 3–5     | 38–19 |
| 4 | Nikola Mektić Mate Pavić           | 1–0             | 4–2           | 0–1           |              | 0–0            | 3–0                  | 2–2                 | 0–1                | 10–6    | 47–19 |
| 5 | Ivan Dodig Austin Krajicek         | 0–1             | 2–0           | 1–1           | 0–0          |                | 0–1                  | 1–1                 | 0–0                | 4–4     | 34–15 |
| 6 | Lloyd Glasspool Harri Heliövaara   | 1–2             | 1–0           | 0–1           | 0–3          | 1–0            |                      | 0–0                 | 1–0                | 4–6     | 45–25 |
| 7 | Marcel Granollers Horacio Zeballos | 1–0             | 2–4           | 0–0           | 2–2          | 1–1            | 0–0                  |                     | 0–2                | 6–9     | 23–17 |
| 8 | Thanasi Kokkinakis Nick Kyrgios    | 0–0             | 0–1           | 0–0           | 1–0          | 0–0            | 0–1                  | 2–0                 |                    | 3–2     | 18–4  |

## Nhà vô địch

### Đơn
- Novak Djokovic đánh bại  Casper Ruud, 7–5, 6–3

### Đôi
- Rajeev Ram /  Joe Salisbury đánh bại  Nikola Mektić /  Mate Pavić, 7–6(7–4), 6–4